# 静野さんとこの蒼緋
『静野さんとこの蒼緋』（しずのさんとこのふたご）は、水鏡希人による日本のライトノベル。イラストは夕仁が担当。電撃文庫から刊行された。

## あらすじ
高校2年生の少年・静野蒼介が、ある日父に引き会わされた少女は、今まで存在すら知らなかった双子の妹の緋美子だった。しかも、突然同居することになった緋美子は、外見は可愛くも内面は兄を兄とも思わない暴虐な妹で、さらに、不幸にも同じクラスに通うことにもなってしまい、蒼介の平穏な日々は遠のいていく。そんな中、学校では原因不明の昏睡事件が起きていた。

## 登場人物
静野蒼介（しずの そうすけ）
私立雲雀ヶ丘学園2年生の少年。やや女顔。ひょんなことから変人で迷惑な集団である科学部の一員にされ、毎回、部長の宴堂の後始末をやらされる。また、いつの間にか副部長になっている。父親と2人暮らしであったが、突然、父親に存在すら知らなかった妹を紹介される。しかも、蒼介は独身であると思っていたが、実は母親は生きており、別居中であることも知る。
悪辣な言動の父親と暴虐な態度をとる緋美子に嫌悪感を抱いているが、ある出来事をきっかけに魔法の事実を知り、記憶の封印が解除されてからはその態度は緩和している。
静野緋美子（しずの ひみこ）
母親に引き取られ海外で生活していた蒼介の双子の妹。顔は蒼介とよく似ており、また、可愛らしい容姿をしている。
押しかけ的に、蒼介たちと暮らすことになり、蒼介と同じクラスに転入してくる。クラスではお兄ちゃんっ子の可愛らしく健気な妹を演じているが、蒼介の前では兄を兄と思わぬ態度をとる。腕っ節が強く、男の蒼介相手に殴り合いで圧勝するほど。
親から魔法の素質を受け継いでおり、魔法が使える。
静野優太郎（しずの ゆうたろう）
蒼介と緋美子の父親。39歳で大学講師をしている。口先で蒼介を惑わしたり、蒼介に何も言わずに驚かせるために企んでその反応を楽しんだりと、蒼介からすれば悪辣な言動をする父親。
実は魔法使いであり、魔法に対して否定的な考え方であったため、希美子と結婚してからもよく口喧嘩をしていたのだが、結論は平行線で終わっていた。しかし、ある時、蒼介が力を暴走させたことをきっかけに希美子が別居し、今に至る。
魔法について知らないほうが良いと考えた優太郎により、蒼介の記憶から母親と魔法についての記憶を封じたのだが、結果的にだが、緋美子の記憶を封じていた。
宴堂隆徳（えんどう たかのり）
蒼介の同級生。科学部部長。はた迷惑な人物。意外に、強く。体術は緋美子より上。初対面で、緋美子を蒼介の女装と勘違いし、結果セクハラをしてしまったために緋美子に殴り倒される。
早坂ほのみ（はやさか ほのみ）
1年生の女子で、科学部部員。足に自信がある蒼介よりも足が速い。
定岡和子（さだおか かずこ）
3年生の科学部員。通称、定子先輩。長い黒髪の日本人形のような外見で、物静かな女子生徒のように見えるが、実際には占いや呪術などに詳しい立派な変人。
高原優奈（たかはら ゆうな）
蒼介が想いを寄せるクラスメイトの女子。成績優秀で、顔立ちも整っており、高校から始めた美術もコンクールで入賞するほどの腕前である。優しい少女なのだが、最近は絵のことで悩んでいるようである。また、蒼介が彼女と喋っていると、なぜか黒板消しが飛んでくる。
矢作（やはぎ）
新聞部部員。ゴシップ記事を書き、また、調査方法も汚い。
浅井（あさい）
新聞部部員。カメラを持ち歩いており、割と遠慮なく勝手に写真を撮る。矢作と違って一応はきちんとしたジャーナリズムを持っている。
昏睡事件の4人目の被害者。
静野希美子（しずの きみこ）
蒼介と緋美子の母親で、優太郎の別居中の妻。現在はパリに住んでおり、香水関係の仕事をしている。
実は魔法使いであり、魔法に関しては割と自由な考えを持っている。その考え方が、結果的に別居する遠因となってしまった。

## 既刊一覧
- 静野さんとこの蒼緋 2009年1月10日発行、ISBN 978-4-04-867480-5